# Лукас Клюнтер
Лукас Клюнтер (нім. Lukas Klünter, нар. 26 травня 1996, Ойскірхен, Німеччина) — німецький футболіст, фланговий захисник клубу «Армінія» (Білефельд).

## Клубна кар'єра
На професійному рівні Лукас Клюнтер дебютував у квітні 2016 року виступами за «Кельн» у матчі Бундесліги проти команди «Гоффенгайм 1899».
Клюнтер провів у клубі три роки, граючи також і за дублюючий склад. У 2018 році, коли «Кельн» вилетів до Другої Бундесліги, Клюнтер перейшов до складу столичної «Герти», з якою уклав довготривалий контракт.

## Збірна
У 2015 році Лукас Клюнтер брав участь у юнацькому чемпіонаті Європи для гравців віком до 19-ти років. На турнірі Клюнтер зіграв у всіх трьох матчах групового етапу.

## Досягнення
- Чемпіон Європи серед молоді (1):

Німеччина U-21: 2017